# Герндон (Вірджинія)
Герндон (англ. Herndon) — місто (англ. town) в США, в окрузі Ферфакс штату Вірджинія. Населення — 24 655 осіб (2020).

## Географія
Герндон розташований за координатами 38°58′13″ пн. ш. 77°23′14″ зх. д. / 38.97028° пн. ш. 77.38722° зх. д. (38.970411, -77.387108).  За даними Бюро перепису населення США в 2010 році місто мало площу 11,09 км², з яких 11,07 км² — суходіл та 0,02 км² — водойми.

## Демографія
Згідно з переписом 2010 року, у місті мешкали 23 292 особи в 7472 домогосподарствах у складі 5357 родин. Густота населення становила 2101 особа/км².  Було 7813 помешкання (705/км²).
Расовий склад населення:
| - 50,7 % — білих - 17,9 % — азіатів - 9,5 % — чорних або афроамериканців - 0,7 % — корінних американців - 16,0 % — осіб інших рас |

До двох чи більше рас належало 5,2 %. Частка іспаномовних становила 33,6 % від усіх жителів.
За віковим діапазоном населення розподілялося таким чином: 25,1 % — особи молодші 18 років, 69,7 % — особи у віці 18—64 років, 5,2 % — особи у віці 65 років та старші. Медіана віку мешканця становила 32,7 року. На 100 осіб жіночої статі у місті припадало 109,0 чоловіків;  на 100 жінок у віці від 18 років та старших — 110,2 чоловіків також старших 18 років.
Середній дохід на одне домашнє господарство  становив 118 444 долари США (медіана — 101 872), а середній дохід на одну сім'ю — 120 996 доларів (медіана — 100 609). Медіана доходів становила 64 073 долари для чоловіків та 46 570 доларів для жінок. За межею бідності перебувало 7,8 % осіб, у тому числі 10,2 % дітей у віці до 18 років та 6,0 % осіб у віці 65 років та старших.
Цивільне працевлаштоване населення становило 14 298 осіб. Основні галузі зайнятості: науковці, спеціалісти, менеджери — 24,2 %, мистецтво, розваги та відпочинок — 14,2 %, освіта, охорона здоров'я та соціальна допомога — 13,8 %.